# Beyyayla, Sarıcakaya
Beyyayla là một xã thuộc huyện Sarıcakaya, tỉnh Eskişehir, Thổ Nhĩ Kỳ. Dân số thời điểm năm 2011 là 130 người.